# Hajnalpír legyezőfarok
A hajnalpír legyezőfarok (Rhipidura rufifrons) a madarak osztályának verébalakúak (Passeriformes) rendjébe és a legyezőfarkú-félék (Rhipiduridae) családjába tartozó faj.

## Rendszerezése
A fajt John Latham angol ornitológus írta le 1802-ben, a Muscicapa nembe Muscicapa rufifrons néven.

## Alfajai
- Rhipidura rufifrons torrida - (Wallace, 1865) - az északi Maluku-szigetek közül Halmahera, Ternate, Bacan és Obi
- Rhipidura rufifrons uraniae (Oustalet, 1881) - Guam, kihalt
- Rhipidura rufifrons saipanensis - (E. J. O. Hartert, 1898) - Saipan és Tinian szigete (Északi-Mariana-szigetek)
- Rhipidura rufifrons mariae - (R. H. Baker, 1946) - Agiguan és Rota szigete (Északi-Mariana-szigetek)
- Rhipidura rufifrons versicolor - (Hartlaub & Finsch, 1872) - Yap (Mikronéziai Szövetségi Államok)
- Rhipidura rufifrons agilis - (Mayr, 1931) - Santa Cruz-szigetek (Salamon-szigetek)
- Rhipidura rufifrons melanolaema - (Sharpe, 1879) - Vanikoro (Salamon-szigetek)
- Rhipidura rufifrons utupuae - (Mayr, 1931) - Utupua sziget (Salamon-szigetek)
- Rhipidura rufifrons commoda - (E. J. O. Hartert, 1918) - Bougainville, Guadalcanal, Új-Georgia-szigetek és a Makira-szigetek (Salamon-szigetek)
- Rhipidura rufifrons granti - (E. J. O. Hartert, 1918) - a Salamon-szigetek középső szigetei
- Rhipidura rufifrons brunnea - (Mayr, 1931) - Malaita (Salamon-szigetek)
- Rhipidura rufifrons rufofronta - (E. P. Ramsay, 1879) - Guadalcanal (Salamon-szigetek)
- Rhipidura rufifrons ugiensis - (Mayr, 1931) - Ugi sziget (Salamon-szigetek)
- Rhipidura rufifrons russata - (Tristram, 1879) - San Cristóbal sziget (Salamon-szigetek)
- Rhipidura rufifrons kuperi (Mayr, 1931) - Santa Anna sziget (Salamon-szigetek)
- Rhipidura rufifrons louisiadensis - (E. J. O. Hartert, 1899) - a D'Entrecasteaux-szigetek és a Louisiade-szigetek (Pápua Új-Guinea)
- Rhipidura rufifrons intermedia - (North, 1902) - Kelet-Ausztráliában Queensland keleti része
- Rhipidura rufifrons rufifrons - (Latham, 1801) - Délkelet-Ausztráliában Új-Dél-Wales déli és középső része és Victoria

## Előfordulása
Ausztrália, Guam, Indonézia, Mikronézia, az Északi-Mariana-szigetek, Pápua Új-Guinea, a Salamon-szigetek és Kelet-Timor területén honos.
Természetes élőhelyei a mérsékelt övi erdők, szubtrópusi vagy trópusi száraz erdők, síkvidéki és hegyi esőerdők, mangroveerdők és cserjések. Vonuló faj.

## Megjelenése
Testhossza 18 centiméter, testsúlya 7,2-10 gramm. A feje teteje, nyaka, arca és válla szürkésbarna.
|  |

## Életmódja
Általában egyedül, de néha párban keresi rovarokból álló táplálékát. Nyugtalan, gyors mozgású.

## Szaporodása
Szaporodási ideje eltérő, október-február között Ausztráliában, augusztus-január között Pápa Új-Guineában, február-március között Mikronézia területén. Fészekalja 2-3 tojásból áll, melyet 14-15 napig költ.
|  |

## Természetvédelmi helyzete
Az elterjedési területe rendkívül nagy, egyedszáma ugyan csökken, de még nem éri el a kritikus szintet. A Természetvédelmi Világszövetség Vörös listáján nem fenyegetett fajként szerepel.